# Казантипська затока
Казанти́пська зато́ка (крим. Qazan Tip körfezi) — мілководна затока, розташована в південній частині Азовського моря, між мисами Казантип та Чагани в північній частині Керченського півострова Криму. Назва у перекладі з кримськотатарської мови означає «Дно Казана» (це пов'язане з центральною пласкою низовиною — природним котлом).
Казантипська затока в літній сезон охоче відвідується відпочивальниками. Велика частка берегової лінії затоки є черепашково-піщаним пляжем. Уздовж нього у густо зростають дерева маслинки й білої акації, що утворюють гарну тінь. Збереглася низка рідкісних видів неораних сухих степів із притаманним їм багатим світом комах і дрібних звірів. Завдяки розмаїттю мешканців моря (у прибережних водах зустрічаються бичок-кругляк, глось, осетер руський та інші цінні види риб) розвинене рибальство. У більшій своїй частині затока має глибину 7-8 метрів; дно — піщане. У зимові місяці затока буває вкрита кригою.
На мисі Казантип, на березі Актаського соленого озера, було вирішено звести атомну електростанцію. Великими зусиллями та голодуванням кримских «зелених» будівництво Кримської АЕС зупинили. Залишилися корпуси АЕС і місто Щолкіне. Назвали його на честь академіка Кирила Івановича Щолкіна, одного з батьків атомної та водневої бомб і ядерної енергетики.
На узбережжі затоки розташовані села Мисове, Азовське, Нововідрадне, Нижньозаморське, Золоте. Із містом Керч села пов'язані автобусним сполученням. Наявні проблеми з водою й дровами. Розбудовується нещодавно заснований Казантипський природний заповідник. Є дитячі табори та пансіонати.

## Туризм
На березі Актаського соленого озера мису Казантип знаходяться недобудовані корпуси Кримської АЕС. В Щолкіне відбувався фестиваль «Республіка Казантип».
М'який клімат та недоторкані ландшафти, виходи цілющої блакитної глини та кристалів гіпсу, мала глибина затоки забезпечують гарні можливості для всебічного відпочинку: купання, прогулянок пішки, верхи або на гірському велосипеді.
Затока є однією з найбільш окремішніх місцин Азовського моря. ЮНЕСКО включило цей куточок Криму в десятку найчистіших місць планети.